# Tulcea (distrito)
Tulcea é um judeţ (distrito) da Romênia, na região da Dobruja, na costa do Mar Negro. Sua capital é o município de Tulcea.